# 箱詰めパズル

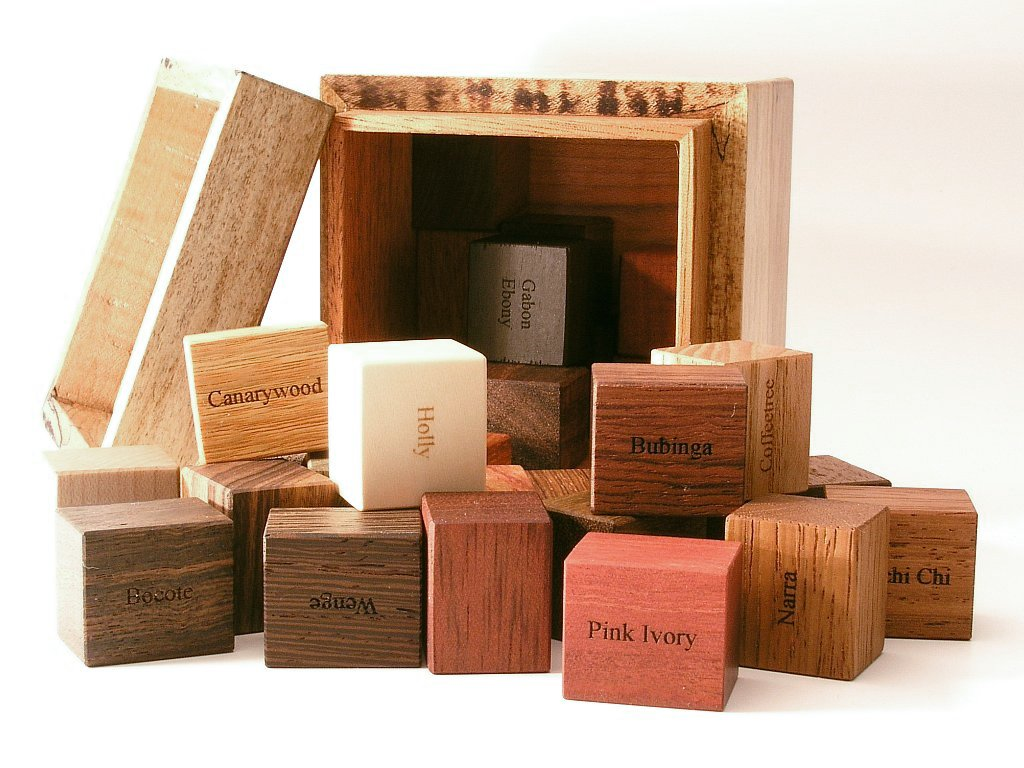
ホフマンパズル
27個の合同な直方体を箱に詰める

箱詰めパズル（はこづめパズル）は、立体パズルの一種。直方体や円柱形などの容器に立体的なピースを上手につめて容器の中にすべて入れるようなものを指す。容器が存在しなくても、完成形が直方体や角錐などの容易に想像できる形の物はこの範疇に含める。

## 主なパズル

### ポリキューブ
ポリオミノのように、複数の立方体を面同士でつなぎ合わせて作った形を総称してポリキューブと呼ぶ。これらのうちから特定の条件を持つ物を選び出して、それらを与えられた直方体（立方体）に詰めるパズルがある。
主なものに
- ソーマキューブ
- 立体ペントミノ（プレイナーペンタキューブ）

などがある。
ペンタキューブ（5個の立方体をつなげた物）は29片あるが、このうち 3×3×3 に入らない4片を除いた25片で立方体を作ることができる。

### ホフマンパズル
辺の長さがそれぞれ違うが近い数字となっている27個の直方体を、その辺の長さの合計に等しい立方体に詰めるパズル。

### フードパッキング
芦ヶ原伸之の監修により東洋ガラスから発売されていた一連の作品。食べ物を模したピースをグラスの中にすべて詰めるのが目的である。
最初に発売されたのは梅干を詰める『うめーく詰めて』であり、その後氷（の形のピース）とウィスキー（の色のピース）を入れる物や、輪切りのパイナップルを詰めるものなど様々なコンセプトの商品が考案された。
2010年現在、一部の作品がビバリーから発売されている。